# Saint-Laurent-de-Belzagot
Saint-Laurent-de-Belzagot era una comuna francesa situada en el departamento de Charente, de la región de Nueva Aquitania, que el uno de enero de 2017 pasó a ser una comuna delegada de la comuna nueva de Montmoreau al fusionarse con las comunas de Aignes-et-Puypéroux, Montmoreau-Saint-Cybard, Saint-Amant-de-Montmoreau y Saint-Eutrope.

## Demografía
| Gráfica de evolución demográfica de Saint-Laurent-de-Belzagot entre 1851 y 2014 |
|                                                                                 |

Los datos demográficos contemplados en este gráfico de la comuna de Saint-Laurent-de-Belzagot se han cogido de 1851 a 1999 de la página francesa EHESS/Cassini, y los demás datos de la página del INSEE.